# Скотсвил (Канзас)
Скотсвил (енгл. Scottsville) град је у америчкој савезној држави Канзас.

## Демографија
По попису из 2010. године број становника је 25, што је 4 (19,0%) становника више него 2000. године.
| Група             | 2000.      | 2010.      |
| Белци             | 19 (90,5%) | 24 (96,0%) |
| Афроамериканци    | 0 (0,0%)   | 0 (0,0%)   |
| Азијати           | 0 (0,0%)   | 0 (0,0%)   |
| Хиспаноамериканци | 0 (0,0%)   | 0 (0,0%)   |
| Укупно            | 21         | 25         |